# Talent Zero
Talent Zero – siódma płyta zespołu The Analogs ze Szczecina. Płyta zawiera covery zagranicznych zespołów, jest utrzymana w klimacie analogsowego punk rocka.

## Lista utworów
1. „Oi! Oi! Oi!” (Cockney Rejects)
2. „Wyrzucani z knajp” (Peter & The Test Tube Babies)
3. „Poglądy” (The Misfits)
4. „Głos generacji” (Blitz)
5. „Białe zamieszki” (The Clash)
6. „Każdy wrobi się w miłość” (Buzzcocks)
7. „Młodości żar” (Undertones)
8. „Skinhead Girl” (Symarip)
9. „Już cię nie pragnę” (Jack & The Rippers)
10. „H.W.D.P.” (4-Skins)
11. „Niedzielna striptizerka” (Cock Sparrer)
12. „Zbuntowany krzyk” (Billy Idol)
13. „Bij gnoja w łeb” (Ramones)
14. „Picie i jazda” (Business)
15. „Viva Las Vegas” (Elvis Presley)
16. „Król dżungli” (Last Resort)

## Twórcy
- Dominik „Harcerz” Pyrzyna – śpiew
- Piotr „Rudy” Półtorak – gitara
- Jakub „Krawat” Krawczyk – gitara
- Paweł „Piguła” Czekała – gitara basowa
- Paweł „Dmuchacz” Boguszewski – perkusja